# Висенте Рохо
Висенте Рохо (на испански: Vicente Rojo) е испански генерал, началник на Генералния щаб на републиканските правителствени сили по време на гражданската война в Испания.

## Биография
През 1911 г. Рохо постъпва в пехотната академия в Алказар на Толедо, като през 1914 г. получава чин втори лейтенант, четвърти в клас от 390 кадети. След като е назначен в Барселона, преминава в Групата на редовните войски от Сеута (Регуларите са марокански колониални войски с испански офицери). По-късно е изпратен обратно в Барселона.
През 1922 г., след като се издига до чин капитан, Рохо се завръща в пехотната академия в Толедо, където заема различни образователни и административни длъжности. Бил е един от редакторите на учебните програми по дисциплините "Тактика", "Оръжие" и "Огнева мощ" за новата секция на Военната академия на Сарагоса. През този период в Академията той сътрудничи при основаването и ръководството на Военно-библиографската колекция, заедно с капитан Емилио Аламан.
През август 1932 г. напуска Академията, за да влезе във Висшето военно училище с цел да премине курса на Генералния щаб. По време на престоя си в академията предлага на кадетите тактическо предположение, което се състои в преминаване през река Ебро, за да се установи маршрут в Реус-Гранадела, операция, много подобна на тази няколко години по-късно, по време на гражданската война, където Рохо ще приложи на практика в известната битка при Ебро в района между Мекиненца и Ампоста. Повишен е в майор на 25 февруари 1936 г.

## Испанска гражданска война
Когато започва Гражданската война (юли 1936 г.), Рохо - ревностен католик и свързан с консервативния Испански военен съюз, остава верен на републиканското правителство и е един от военните професионалисти, участвали в реорганизацията на испанската републиканска армия.
През октомври 1936 г. е повишен в подполковник и е назначен за началник на Генералния щаб на Силите за отбрана, командвани от генерал Хосе Миаха, ръководител на Хунтата за отбрана на Мадрид, създадена да защитава столицата на всяка цена след прехвърлянето на републиканското правителство от Мадрид до Валенсия. В това си качество подготвя ефективен план за защита на града, който предотвратява падането му. След това се засилва славата му на организатор. Като началник на щаба на централната армия, Рохо демонстрира изключителни резултати в планирането на основните операции, разработени от споменатата армия, в битките при Харама, Гуадалахара, Брунете и Белчите.
На 24 март 1937 г. е повишен в полковник и след формирането на правителството на Хуан Негрин през май е назначен за началник на Генералния команден щаб на въоръжените сили и началник на Генералния щаб на сухопътните войски. От тази нова позиция отговаря за насочването на разширяването на Народната армия и създава деноминираната Мобилна армия, която служи като настъпателна напредваща сила на Републиканската армия.
На 22 септември 1937 г. е произведен в чин генерал. През тази година Рохо планира офанзивите на Уеска, Брунете, Белчите, Сарагоса и Теруел. На 11 януари 1938 г. е награден с най-високото републиканско отличие „Placa Laureada de Madrid“ за планирането на последната спомената операция.
Най-амбициозната операция, която провежда през 1938 г., е офанзивата на Ебро, план, който израства от споменатото по-рано тактическо предположение, разработено във военното училище, което дава началото на продължителните битки на Ебро, които се развиват от 25 юли до 16 ноември 1938 г. В тези битки Републиката залага своя международен престиж, издръжливост и възможността да даде благоприятен обрат на хода на войната. През декември 1938 г. планира офанзива в Андалусия и Естремадура, за да спре националистическата офанзива срещу Каталуния, но генералите Маталана и Миаха отхвърлят плана и офанзивата започва чак през януари 1939 г. и се проваля.

## Изгнание
След падането на Каталуния през февруари 1939 г., Рохо бяга с правителството във Франция, където на 12 февруари 1939 г. е повишен в чин генерал-лейтенант, едва вторият в републиканската армия.
След кратък престой в тази страна, Службата за емиграция на испанските републиканци (SERE) му плаща пътуването до Буенос Айрес. Между 1943 и 1956 г. преподава като професор във военното училище на Боливия.
Рохо е смятан за един от най-престижните военни офицери на Републиката и на войната като цяло. Неговата фигура е уважавана дори от опонентите му националисти. Най-изненадващата почит е изобразяването му от пропагандата на Франсиско Франко във филма Раса.

## Завръщане в Испания
През февруари 1957 г. се завръща в Испания, където вече живее по-голямата част от семейството му. Това завръщане става възможно чрез поредица от преговори, в които участват няколко националистически военни офицери в Мадрид, Хосе Луис Алменар Бентанкурт, йезуит, който е в контакт с него по време на изгнанието му в Боливия, и епископът на Кочабамба, бивш военен свещеник, който е служил при Рохо.
Въпреки че в началото не е обезпокоен от франкистките власти, на 16 юли 1957 г. Специалният съд за репресиите на масонството и комунизма го информира, че ще бъде преследван за военен бунт, в позицията си на бивш командир на армията. Това е обичайното обвинение за военни офицери, които не са се присъединили към бунтовниците през 1936 г. Рохо е осъден на 30 години, но не излежава нито ден, тъй като присъдата е условна и скоро е помилван.
Франко толкова високо уважава Рохо, че му дава дължимата пенсия на генерал-лейтенант от испанската армия след завръщането му в страната. Редица офицери националисти публично твърдят, че ако на Рохо е било позволено да провежда операции без намесата на съветските офицери, изходът от войната може да е различен. („Франко: Човекът и неговата нация“; Джордж Хилс. Компания Macmillan (1967).
Висенте Рохо умира в дома си в Мадрид на 15 юни 1966 г. От некролозите в испанската преса, само този в Ел Алкасар – изразител на бившите бойци на франкистите – и този на известния фалангистки писател Рафаел Гарсия Серано в партийната преса, широко възхвалява военните му постижения.
Рохо пише няколко книги, описващи подробно своя военен опит в гражданската война, които са публикувани в следния ред: ¡Alerta a los pueblos! (1939), ¡España heroica! (1961) и Así fue la defensa de Madrid (1967).